# August Creutzburg
August Creutzburg (* 6. März 1892 in Fischbach, Thüringen; † 11. September 1941 bei Orjol) war ein deutscher kommunistischer Politiker. Während des Großen Terrors in der Sowjetunion wurde er 1938 vom NKWD verhaftet und 1941 erschossen.

## Leben
August Creutzburg absolvierte eine Maler- und Lackiererlehre und trat 1908 in die SPD ein. 1917 wechselte er zur USPD und war ab Mai 1919 hauptamtlicher Sekretär der USPD in Thüringen. 1920 spielte er in Gotha als Oberbefehlshaber der 1. Gothaer Volkswehrarmee bei der Niederschlagung des Kapp-Putsches eine wichtige Rolle. Ende des gleichen Jahres wechselte er mit dem linken Flügel der USPD zur KPD und war dort ab Dezember 1920 KPD-Sekretär in Jena. Im Juni 1923 wurde Creutzburg zum Org-Leiter des Bezirks Magdeburg berufen, den er ab Mai 1924 als Politischer Leiter führte.
Er wurde im Mai 1924 in den Reichstag gewählt, dem er bis 1928 und von 1930 bis 1933 angehörte. Im August 1924 wurde er Politischer Leiter des KPD-Bezirks Wasserkante, im Oktober 1925 des Bezirks Niederrhein. Ende 1925 war Creutzburg einige Zeit Sekretär in Thüringen und ab Ende 1926 Org-Leiter in Niederrhein. Als Kommissar des ZK wurde er im Herbst 1927 in die Pfalz geschickt, um dort die ultralinke Führung zu isolieren. Im Januar 1928 wurde er kommissarisch als Politischer Sekretär der Bezirksleitung Pfalz eingesetzt, um dann im August 1928 als Org-Leiter des Bezirks Ruhr nach Essen entsandt zu werden. Im Juli 1929 wurde Creutzburg nach Berlin berufen. Er übernahm die Leitung der Org-Abteilung (Organisationsleiter des ZK). In dieser Funktion blieb er auch nach der Machtübernahme der NSDAP bis März 1933.
Dann wurde er für eine kurze Zeit als Instrukteur in Berlin eingesetzt. Da er sich in dieser Funktion nicht bewährte, wurde er in die Emigration geschickt. In Amsterdam war er seit Februar 1934 Leiter des KPD-Grenzstützpunktes. Dort verhaftete ihn am 4. Februar 1935 die niederländische Polizei. Nach seiner Abschiebung aus den Niederlanden reiste er über Frankreich in die Sowjetunion. In die Wolgarepublik abgeschoben, wurde er am 8. Februar 1938 vom NKWD im Rahmen der Stalinistischen Säuberungen verhaftet.
August Creutzburg wurde von einem sowjetischen Gericht am 28. Oktober 1938 zum Tod verurteilt, die Strafe wurde jedoch in 25 Jahre Lagerhaft umgewandelt. Er kam in ein Arbeitslager im Saratower Gebiet. Nachdem diverse Eingaben wegen Aufhebung des Urteils, auch an Stalin persönlich, erfolglos geblieben waren, beantragte er schließlich die Ausreise nach Deutschland. Zusammen mit hunderten im Zentralgefängnis von Orjol inhaftierten Kommunisten ermordete ihn das NKWD kurz vor dem deutschen Einmarsch am 11. September 1941 in einem Wald bei Orjol. Erst 1998 wurde er postum juristisch rehabilitiert.
Seine Lebensgefährtin Clara Vater, die Tochter des deutschen Kommunisten Albert Vater, war zu acht Jahren Lagerhaft verurteilt worden. Am 24. Februar 1940 lieferte sie die Sowjetunion zusammen mit der im September 1937 geborenen gemeinsamen Tochter Tamara an Deutschland aus. Dort erhielt sie am 7. November 1940 eine Freiheitsstrafe von eineinhalb Jahren. Nach 1945 lebte sie in Berlin mit Ernst Wollweber zusammen, bis sie ihn nach seinem Sturz als Minister für Staatssicherheit verließ.

## Ehrungen
In Gotha ist seit 1977 eine Straße und seit 1987 ein Altenheim nach August Creutzburg benannt.